# Golegã
Golegã é uma vila portuguesa, pertencente ao distrito de Santarém, conhecida pela Feira Nacional do Cavalo, que ocorre anualmente durante o mês de novembro.
É sede do Município da Golegã que tem 84,32 km² de área e 5.442 habitantes (2023), subdividido em 3 freguesias. O município é limitado a nordeste pelo município de Vila Nova da Barquinha, a leste e sueste pela Chamusca, a oeste por Santarém e a noroeste por Torres Novas e pelo Entroncamento.
Desde 2023, o município da Golegã integra a região estatística (NUTS II) do Oeste e Vale do Tejo e a sub-região estatística (NUTS III) da Lezíria do Tejo, continua, no entanto, sob a alçada da Comissão de Coordenação e Desenvolvimento Regional de Lisboa e Vale do Tejo, que manteve a designação da antiga CCDR com o mesmo nome. Pertence à província tradicional do Ribatejo, hoje porém sem significado político-administrativo, mas constante nos discursos de auto e hetero-identificação cultural.
A Golegã é um dos principais polos turísticos do Ribatejo, com importantes pontos de interesse relacionados com o turismo equestre, turismo de natureza, desporto e cultura. Em destaque está a Feira Nacional do Cavalo, a Reserva da Biosfera do Paul do Boquilobo, a Casa Estúdio Carlos Relvas, ou a Quinta Templária da Cardiga.
A Golegã é também um importante polo gastronómico de referência, possuindo diversos restaurantes de elevada qualidade, sendo o município do distrito de Santarém com mais restaurantes por m².[carece de fontes?]

## Freguesias
O município da Golegã está dividido em 3 freguesias:

Freguesias do município da Golegã

- Azinhaga
- Golegã
- Pombalinho

### Evolução territorial
Até 2013, o município da Golegã era constituído por apenas duas freguesias, para uma área de 76,62 km². Nesse ano, no âmbito de uma reorganização das freguesias ocorrida no território do Continente, foi-lhe anexada uma terceira freguesia (Pombalinho), transferida do município de Santarém.

Transferência territorial entre os municípios de Santarém e Golegã ocorrida em 2013

## Património

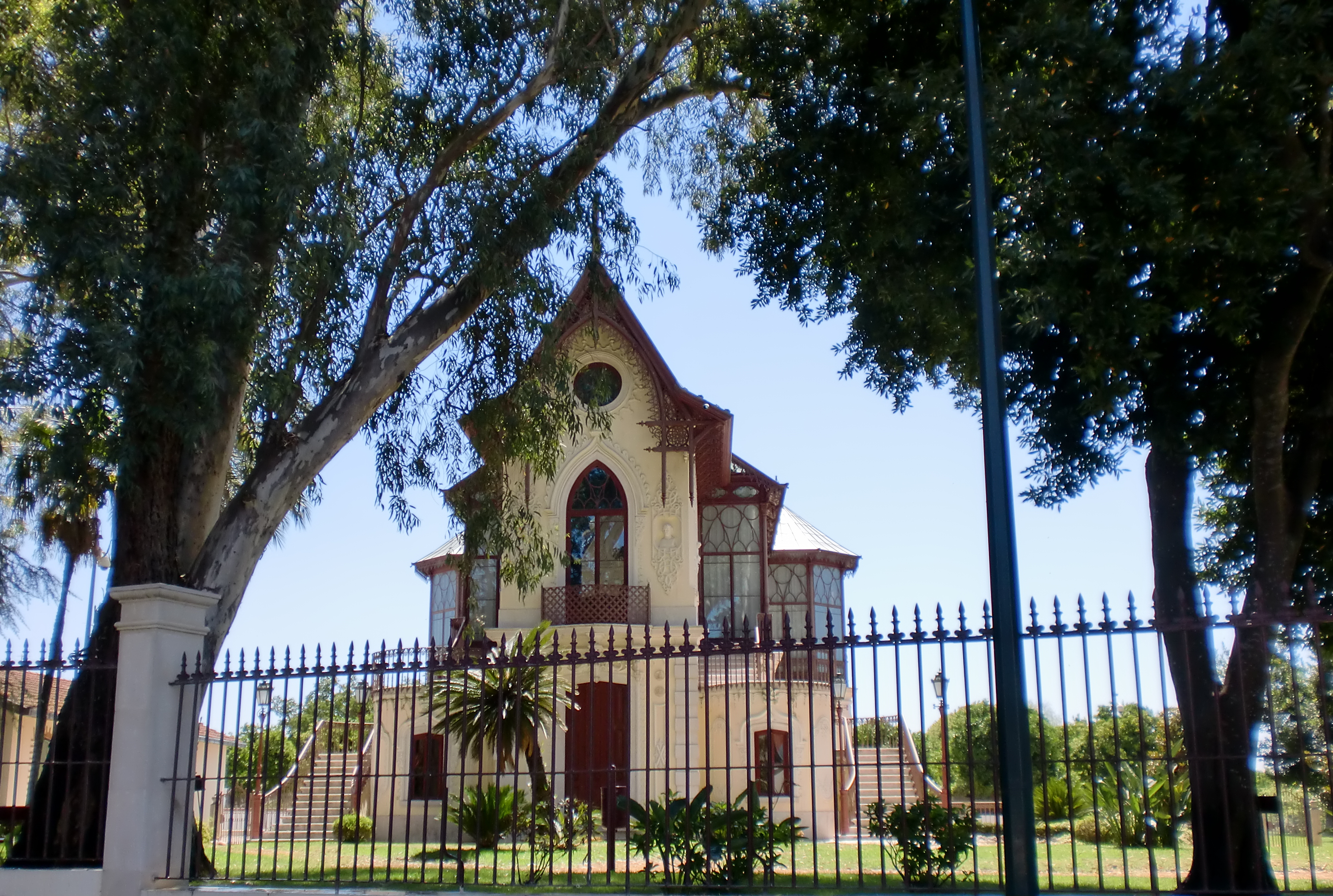
Casa-Estúdio Carlos Relvas

- Igreja Matriz da Golegã ou Igreja de Nossa Senhora da Conceição
- Quinta da Cardiga
- Casa-Estúdio Carlos Relvas

## Personalidades ilustres
- José Relvas

## Evolução da população do município
★ Os Recenseamentos Gerais da população portuguesa, regendo-se pelas orientações do Congresso Internacional de Estatística de Bruxelas de 1853, tiveram lugar a partir de 1864, encontrando-se disponíveis para consulta no site do Instituto Nacional de Estatística (INE).
| Número de habitantes ★                | Número de habitantes ★ | Número de habitantes ★ | Número de habitantes ★ | Número de habitantes ★ | Número de habitantes ★ | Número de habitantes ★ | Número de habitantes ★ | Número de habitantes ★ | Número de habitantes ★ | Número de habitantes ★ | Número de habitantes ★ | Número de habitantes ★ | Número de habitantes ★ | Número de habitantes ★ | Número de habitantes ★ |
| ------------------------------------- | ---------------------- | ---------------------- | ---------------------- | ---------------------- | ---------------------- | ---------------------- | ---------------------- | ---------------------- | ---------------------- | ---------------------- | ---------------------- | ---------------------- | ---------------------- | ---------------------- | ---------------------- |
| 1864                                  | 1878                   | 1890                   | 1900                   | 1911                   | 1920                   | 1930                   | 1940                   | 1950                   | 1960                   | 1970                   | 1981                   | 1991                   | 2001                   | 2011                   | 2021                   |
| 4695                                  | 4692                   | 5866                   | 5694                   | 6267                   | 5779                   | 6326                   | 6670                   | 6226                   | 6150                   | 5855                   | 5963                   | 6072                   | 5710                   | 5465                   | 5400                   |
| Número de habitantes por grupo etário |                        |                        |                        |                        |                        |                        |                        |                        |                        |                        |                        |                        |                        |                        |                        |
|                                       |                        |                        | 1900                   | 1911                   | 1920                   | 1930                   | 1940                   | 1950                   | 1960                   | 1970                   | 1981                   | 1991                   | 2001                   | 2011                   | 2021                   |
| 0-14 Anos                             | 0-14 Anos              | 0-14 Anos              | 1 997                  | 2 208                  | 1 583                  | 1 502                  | 1 597                  | 1 369                  | 1 291                  | 1 150                  | 1 198                  | 1 058                  | 815                    | 735                    | 608                    |
| 15-24 Anos                            | 15-24 Anos             | 15-24 Anos             | 1 547                  | 2 784                  | 1 137                  | 1 307                  | 1 046                  | 980                    | 847                    | 815                    | 741                    | 823                    | 720                    | 546                    | 539                    |
| 25-64 Anos                            | 25-64 Anos             | 25-64 Anos             | 2 881                  | 3 393                  | 2 689                  | 3 003                  | 3 580                  | 3 199                  | 3 258                  | 3 020                  | 2 970                  | 3 021                  | 2 896                  | 2 805                  | 2 670                  |
| = ou > 65 Anos                        | = ou > 65 Anos         | = ou > 65 Anos         | 300                    | 389                    | 394                    | 501                    | 644                    | 661                    | 754                    | 870                    | 1 054                  | 1 170                  | 1 279                  | 1 379                  | 1 583                  |

★ Número de habitantes "residentes", ou seja, que tinham a residência oficial neste município à data em que os censos  se realizaram.	
★★ De 1900 a 1950 os dados referem-se à população "de facto", ou seja, que estava presente no município à data em que os censos se realizaram. Daí que se registem algumas diferenças relativamente à designada população residente

## Política

### Eleições autárquicas[9]
| Data | %     | V     | %            | V            | %              | V         | %              | V       | %              | V       | %              | V      | %              | V   | %       | V       | %  | V  | Participação |                |
| Data | PS    | PS    | FEPU/APU/CDU | FEPU/APU/CDU | PCTP/MRPP      | PCTP/MRPP | PRD            | PRD     | PPD/PSD        | PPD/PSD | CDS-PP         | CDS-PP | GCE            | GCE | PSD-CDS | PSD-CDS | CH | CH | Participação |                |
| ---- | ----- | ----- | ------------ | ------------ | -------------- | --------- | -------------- | ------- | -------------- | ------- | -------------- | ------ | -------------- | --- | ------- | ------- | -- | -- | ------------ | -------------- |
| Data | 1976  | 52,35 | 3            | 37,87        | 2              | 3,88      | -              |         |                |         |                |        |                |     |         |         |    |    |              | 73,42 / 100,00 |
| 1979 | 52,92 | 3     | 42,28        | 2            |                |           | 76,34 / 100,00 |         |                |         |                |        |                |     |         |         |    |    |              |                |
| 1982 | 51,95 | 3     | 41,61        | 2            | 77,16 / 100,00 |           |                |         |                |         |                |        |                |     |         |         |    |    |              |                |
| 1985 | 50,09 | 3     | 27,57        | 1            | 18,78          | 1         | 75,04 / 100,00 |         |                |         |                |        |                |     |         |         |    |    |              |                |
| 1989 | 18,92 | 1     | 53,75        | 3            |                |           | 23,52          | 1       | 71,07 / 100,00 |         |                |        |                |     |         |         |    |    |              |                |
| 1993 | 30,38 | 2     | 51,33        | 3            | 14,11          | -         | 71,79 / 100,00 |         |                |         |                |        |                |     |         |         |    |    |              |                |
| 1997 | 49,18 | 3     | 34,78        | 2            | 10,76          | -         | 2,15           | -       | 70,69 / 100,00 |         |                |        |                |     |         |         |    |    |              |                |
| 2001 | 73,92 | 4     | 16,76        | 1            | 3,69           | -         | 2,50           | -       | 65,06 / 100,00 |         |                |        |                |     |         |         |    |    |              |                |
| 2005 | 68,20 | 4     | 12,05        | -            | 16,45          | 1         |                |         | 66,70 / 100,00 |         |                |        |                |     |         |         |    |    |              |                |
| 2009 | 63,36 | 5     | 7,80         | -            | 9,32           | -         | 5,45           | -       | 11,99          | -       | 63,39 / 100,00 |        |                |     |         |         |    |    |              |                |
| 2013 | 38,48 | 2     | 7,44         | -            | CDS-PP         | CDS-PP    | PPD/PSD        | PPD/PSD | 34,46          | 2       | 15,05          | 1      | 65,70 / 100,00 |     |         |         |    |    |              |                |
| 2017 | 56,84 | 3     | 19,07        | 1            | 6,16           | -         | (a)            | (a)     | 14,85          | 1       |                |        | 62,94 / 100,00 |     |         |         |    |    |              |                |
| 2021 | 43,07 | 2     | 3,98         | -            | (b)            | (b)       |                |         | 47,82          | 3       | 2,58           | -      | 64,47 / 100,00 |     |         |         |    |    |              |                |

(a) O CDS-PP apoiou a lista independente "Movimento Sangue Novo" nas eleições de 2017.
(b) o PPD/PSD apoiou a lista independente "2021 é o Ano" nas eleições de 2021, num movimento que venceu as eleições autárquicas com maioria absoluta.

### Eleições legislativas
| Data | %     | %     | %     | %     | %     | %        | %     | %     | %     | %     | %    | %   | %       | % | %  | %  |
| Data | PS    | PCP   | PSD   | CDS   | UDP   | APU/ CDU | AD    | FRS   | PRD   | PSN   | BE   | PAN | PSD CDS | L | CH | IL |
| ---- | ----- | ----- | ----- | ----- | ----- | -------- | ----- | ----- | ----- | ----- | ---- | --- | ------- | - | -- | -- |
| 1976 | 38,16 | 27,79 | 10,67 | 9,48  | 0,82  |          |       |       |       |       |      |     |         |   |    |    |
| 1979 | 25,73 | APU   | AD    | AD    | 1,91  | 37,03    | 27,97 |       |       |       |      |     |         |   |    |    |
| 1980 | FRS   | APU   | AD    | AD    | 0,79  | 33,95    | 28,35 | 29,45 |       |       |      |     |         |   |    |    |
| 1983 | 34,12 | APU   | 15,17 | 7,06  | 0,59  | 36,17    |       |       |       |       |      |     |         |   |    |    |
| 1985 | 13,62 | APU   | 17,40 | 5,09  | 1,17  | 26,19    | 32,74 |       |       |       |      |     |         |   |    |    |
| 1987 | 20,57 | CDU   | 33,64 | 4,05  | 0,71  | 19,58    | 14,60 |       |       |       |      |     |         |   |    |    |
| 1991 | 27,87 | CDU   | 38,00 | 3,89  |       | 18,03    | 1,44  | 4,13  |       |       |      |     |         |   |    |    |
| 1995 | 47,71 | CDU   | 20,05 | 8,55  | 0,69  | 17,85    |       | 0,37  |       |       |      |     |         |   |    |    |
| 1999 | 51,61 | CDU   | 18,84 | 7,42  |       | 17,10    | 0,30  | 1,26  |       |       |      |     |         |   |    |    |
| 2002 | 46,09 | CDU   | 24,71 | 9,28  | 14,04 |          | 2,29  |       |       |       |      |     |         |   |    |    |
| 2005 | 49,00 | CDU   | 17,70 | 6,45  | 15,86 | 6,02     |       |       |       |       |      |     |         |   |    |    |
| 2009 | 32,97 | CDU   | 18,25 | 12,85 | 15,87 | 13,32    |       |       |       |       |      |     |         |   |    |    |
| 2011 | 25,22 | CDU   | 29,16 | 15,51 | 14,78 | 6,20     | 0,80  |       |       |       |      |     |         |   |    |    |
| 2015 | 36,11 | CDU   | CDS   | PSD   | 15,67 | 10,93    | 1,21  | 26,90 | 0,37  |       |      |     |         |   |    |    |
| 2019 | 40,62 | CDU   | 18,39 | 6,71  | 12,66 | 8,89     | 1,51  |       | 0,83  | 1,54  | 0,83 |     |         |   |    |    |
| 2022 | 45,47 | CDU   | 22,13 | 2,36  | 8,59  | 3,94     | 0,68  | 0,79  | 11,21 | 2,43  |      |     |         |   |    |    |
| 2024 | 31,45 | CDU   | AD    | AD    | 5,73  | 22,98    | 4,53  | 1,07  | 2,24  | 23,80 | 2,58 |     |         |   |    |    |